# 畳堤

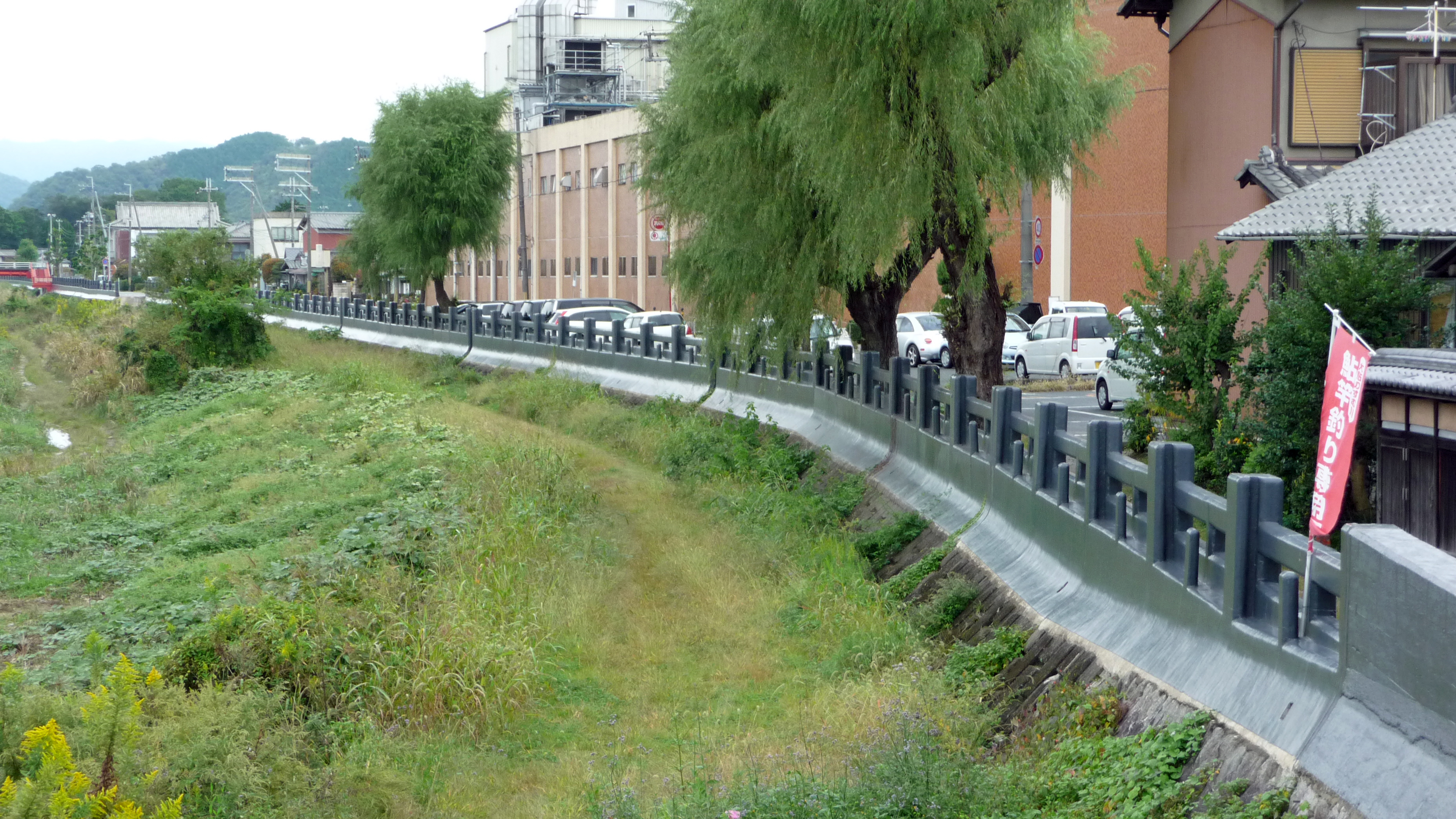
揖保川沿い（たつの市）の畳堤

畳堤（たたみてい）とは、既存の堤防の上に近隣住民の住居の畳を並べて堤防の嵩上げを行うものである。設置訓練など、日頃から地域住民間の協力や意思疎通が不可欠なため、適用できる場所は限られている。

## 構造

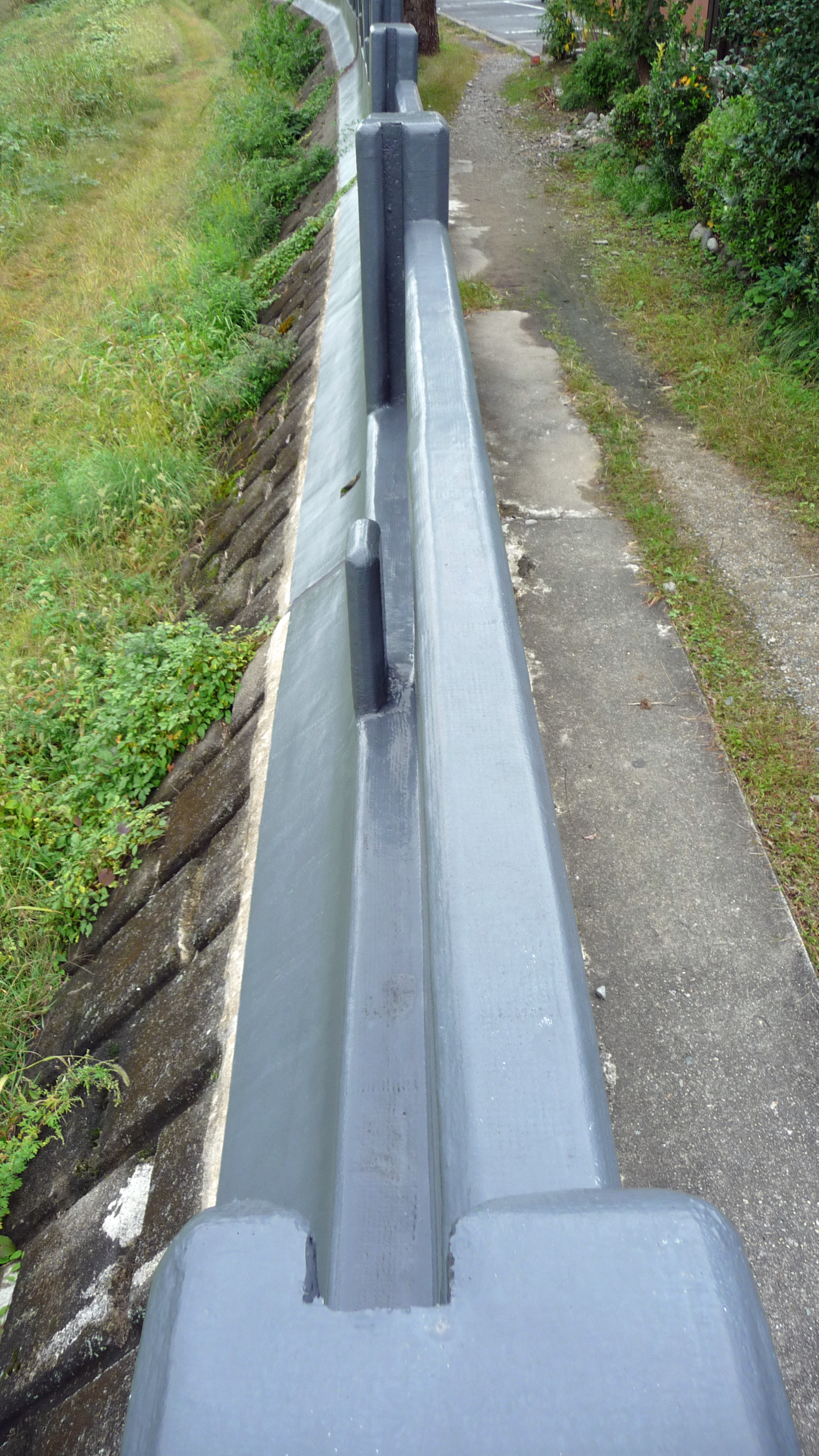
畳堤の差込口を上から見たところ

堤防の上部は欄干状になっており畳を立て掛けられる構造となっている。川の増水時には畳を嵌め込み洪水を抑える。

## 主な場所
兵庫県の揖保川（たつの市龍野町、揖保川町、御津町）、岐阜県岐阜市の長良川、宮崎県延岡市の五ヶ瀬川の一部で見ることができる。
長良川
昭和前期（戦前）に忠節町に作られたもので、金華橋から忠節橋の左岸1.6キロメートル間に残っている。
揖保川
当初は、コンクリートの堤防を嵩上げする計画があったが、昭和22年に地域住民より景観上の問題提起があり、調整を行った結果、畳堤の採用を行った経緯がある。関西自然に親しむ風景100選にも選ばれている。
五ヶ瀬川
現存する最古の物で、大正末期から昭和初期に五ヶ瀬川と大瀬川に計2キロメートル分が作られた。このうち現存するのは五ヶ瀬川の両岸に残る約980メートル分である。平成27年に土木学会選奨の土木遺産に認定されている。